# カジュアルゲーム
カジュアルゲームは、コンピュータゲームの中で、簡単な操作で短い時間に楽しめるゲームの総称である。

## 概要
カジュアルゲームの明確な定義はないが、短時間でのプレイが可能で、ルールや操作方法も説明書を読まなくても把握できるほどシンプルな、誰にでも比較的簡単に遊べるゲーム群を指して呼ぶことが多い。
カジュアルゲームは製作費を抑えている分だけ無料～低価格で提供されており、広告収益を期待して無料での提供であることが多い。また、それらはゲームに広告を入れることで、宣伝媒体としての利用もされている。
現在のカジュアルゲームは90年代にWindowsに付属していたゲーム群（現在のMicrosoft Casual Gamesに相当）に遡ることが出来る。仕事の合間などに気軽に遊べることが大きな支持を得た。インターネットが普及するにつれフリーゲームやFlash等の技術によりカジュアルゲームを専門に扱うディベロッパーやサイトがあらわれ始め、多くの支持を得て、膨大な量のカジュアルゲームが製作されるようになった。2010年代に入るとタブレット等の普及がカジュアルゲームの配信を急拡大させた。
2020年代にはSteamを始めとする企業に限らず個人制作で配信されたゲームが安価で遊べる環境も増え、ジャンルも内容やボリュームの濃淡も多岐に渡っている。一方で先述したようにソーシャルゲームはカジュアルゲームとは呼ばない傾向がある。

## ジャンル
- パズルゲーム（マッチ3）
- アイテム探し
- アドベンチャーゲーム
- 戦略ゲーム（時間管理ゲーム）
- カードゲーム
- アクションゲーム
- スポーツゲーム

など
昔の家庭用ゲーム機作品で人気の高かった作品の移植も多い。
日本においては特にマッチ3がタブレットやスマートフォンで遊ばれることが多いが、アイテム課金が前提のシステムがほとんどで、カジュアルゲームとは似て非なるものである。
世界的にはアイテム探しが最もよく遊ばれており、2014年現在では「カジュアルゲーム＝アイテム探し」と言ってもよいほどである。

## 背景
増加には以下のような背景があるとされる。
- ゲームに時間を割くことが難しいゲーマーが増加している。
- グラフィックや音楽の向上、および携帯ゲーム機の高機能化により、それまでゲームをしなかった層向けに製作されている。
- 開発側としてはゲーム開発コストがかからず、少人数かつ短期間で開発できる。

カジュアルゲームのユーザーはそれまでのゲームユーザーとは異なり女性が多いのが特徴である。アイテム探しで新規に発売されるゲームはほとんどが女性向けにアレンジされている。